# Mario Balleri
Pour les articles homonymes, voir Balleri.
Mario Balleri, né le 17 septembre 1902 à Livourne et mort le 9 mars 1962 dans la même ville, est un rameur d'aviron italien. 

## Carrière
Mario Balleri participe aux Jeux olympiques de 1932 à Los Angeles. Il remporte la médaille d'argent en huit, avec Vittorio Cioni, Renato Barbieri, Renato Bracci, Dino Barsotti, Roberto Vestrini, Guglielmo Del Bimbo, Enrico Garzelli et Cesare Milani.